# 正月初一
一月大年初一朔，華夏新年（春節）首日，即簡稱為「正月初一」、「歲首」、「年節」、「元旦」、「大年初一」、「一月初一」、「農曆一月一日」、「正月大年初一」或「正月一日」等。以農曆新年每年「一月一日」名稱是華夏曆法一般以最接近立春之朔日（月缺之日）為正月初一，日期一般落在大寒至雨水（在西曆1月21日至2月20日）之間。立春緊接於大寒之後，後接雨水，象徵一年最寒冷之時結束。而且送別華夏舊一年。
也依據客家人的說法，這一天絕對不能掃地要充份地休息，如果掃地，新的一年可能會更勞累，當年也會隨著勞累。

華夏歲首相對於西曆

## 大事記

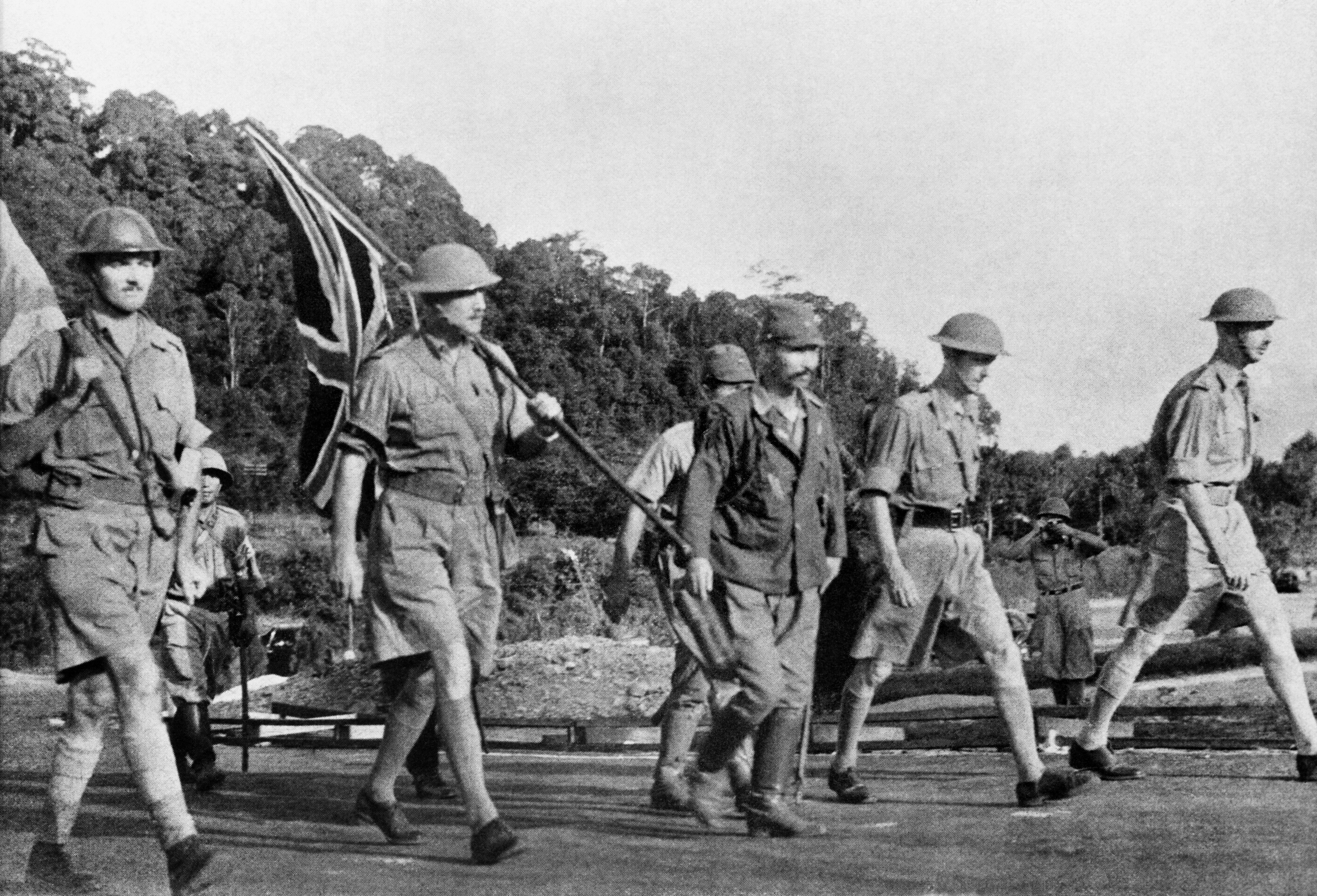
1942年的2月15日，當日即農曆新年正月初一。隨著英軍的戰敗，白思華率領英軍舉白旗向日軍投降。至此馬來亞徹底進入了三年半的恐怖時期。

- 西元239年1月22日，中國三國時期曹魏明帝曹叡駕崩。
- 西元1942年2月15日，第二次世界大戰時，隨著英國軍隊在新加坡的失利，最終於當日宣佈向日軍投降。至此新加坡島徹底淪陷。

## 假日和习俗
- 农历新年
  - 禁用扫帚扫地和倒垃圾：扫地会把财扫出去外面。如果真的要扫地就必须由外往内扫，以示把财扫回屋内。另外：农历新年倒垃圾会把财全部倒出去外面。
- 華人文化圈传统的農曆新年。
- 中華民國道教節。
- 道教天臘之辰
  - 正月一日天臘，五帝校定生人神氣，時限長短，益添年命。求禱子孕，祭祀先亡，昇達玄祖。其日不可壅滯溝澗，用力色欲。可吟詠歌讚，導引神氣。[2]
- 元始天尊万寿。
- 香港新春花車巡遊，1996年起由香港旅遊發展局舉辦，1996至1998年由新世界電話贊助，從1999年起至今由國泰航空贊助。2004年首次夜間巡遊更名為新春國際匯演之夜至現在。
- 香港賀歲煙花匯演: 1982年至1984年期間，香港曾在農曆大年初一均會有煙花匯演的，直至1985年。

## 公历日期
傳統上，每個夏曆年都有一隻動物與十二地支對應，作為當年的象徵，稱為十二生肖。八字算命師以立春日為該年生肖開始。若單純以官方史書纪年，则以正月初一为该年生肖开始。
| 生肖 | 地支 | 正月初一西曆日期 | 正月初一西曆日期 | 正月初一西曆日期 |
| ---- | ---- | ---------------- | ---------------- | ---------------- |
| 鼠   | 子   | 1996年2月19日    | 2008年2月7日     | 2020年1月25日    |
| 牛   |      | 1997年2月7日     | 2009年1月26日    | 2021年2月12日    |
| 虎   | 寅   | 1998年1月28日    | 2010年2月14日    | 2022年2月1日     |
| 兔   | 卯   | 1999年2月16日    | 2011年2月3日     | 2023年1月22日    |
| 龍   | 辰   | 2000年2月5日     | 2012年1月23日    | 2024年2月10日    |
| 蛇   | 巳   | 2001年1月24日    | 2013年2月10日    | 2025年1月29日    |
| 馬   | 午   | 2002年2月12日    | 2014年1月31日    | 2026年2月17日    |
| 羊   | 未   | 2003年2月1日     | 2015年2月19日    | 2027年2月6日     |
| 猴   | 申   | 2004年1月22日    | 2016年2月8日     | 2028年1月26日    |
| 雞   | 酉   | 2005年2月9日     | 2017年1月28日    | 2029年2月13日    |
| 狗   | 戌   | 2006年1月29日    | 2018年2月16日    | 2030年2月3日     |
| 豬   | 亥   | 2007年2月18日    | 2019年2月5日     | 2031年1月23日    |

### 正月初一日期
自周朝起，官方華夏曆法以夜半子正（0時0分）換日。亦有以子時初初刻（23時0分）起算一日之開始，稱「子初換日」。如今各地以各自時區之正月初一子時決定新年時刻。例如，朝鲜和韓國（UTC+9）會較大中華地區（UTC+8）早1小時迎接新歲。
以中国農曆新年的日期為基本，日本和越南的日期差異在后面的括號中附注。（以下為大年初一的日期）
| 2000-2-5 龙年            | 2019-2-5 猪年                  | 2038-2-4 马年        |
| 2001-1-24 蛇年闰四月     | 2020-1-25 鼠年闰四月           | 2039-1-24 羊年闰五月 |
| 2002-2-12 马年           | 2021-2-12 牛年                 | 2040-2-12 猴年       |
| 2003-2-1 羊年            | 2022-2-1 虎年                  | 2041-2-1 鸡年        |
| 2004-1-22 猴年闰二月     | 2023-1-22 兔年闰二月           | 2042-1-22 狗年闰二月 |
| 2005-2- 9 鸡年           | 2024-2-10 龙年                 | 2043-2-10 猪年       |
| 2006-1-29 狗年闰七月     | 2025-1-29 蛇年闰六月           | 2044-1-30 鼠年闰七月 |
| 2007-2-18 猪年(越南2-17) | 2026-2-17 马年                 | 2045-2-17 牛年       |
| 2008-2- 7 鼠年           | 2027-2- 6 羊年(日本2-7)        | 2046-2-6 虎年        |
| 2009-1-26 牛年闰五月     | 2028-1-26 猴年闰五月(日本1-27) | 2047-1-26 兔年闰五月 |
| 2010-2-14 虎年           | 2029-2-13 鸡年                 | 2048-2-14 龙年       |
| 2011-2-3 兔年            | 2030-2-3 狗年(越南2-2)         | 2049-2-2 蛇年        |
| 2012-1-23 龙年闰四月     | 2031-1-23 猪年闰三月           | 2050-1-23 马年闰三月 |
| 2013-2-10 蛇年           | 2032-2-11 鼠年                 | 2051-2-11 羊年       |
| 2014-1-31 马年闰九月     | 2033-1-31 牛年闰冬月           | 2052-2-1 猴年闰八月  |
| 2015-2-19 羊年           | 2034-2-19 虎年(2033年問題)     | 2053-2-19 鸡年       |
| 2016-2-8 猴年            | 2035-2-8 兔年                  | 2054-2-8 狗年        |
| 2017-1-28 鸡年闰六月     | 2036-1-28 龙年闰六月           | 2055-1-28 猪年闰六月 |
| 2018-2-16 狗年           | 2037-2-15 蛇年                 | 2056-2-15 鼠年       |